# Sport Centrum Dubina
Sport Centrum Dubina je sportovní hala v Ostravě. Celková kapacita haly činí 666 diváků, z toho 500 k sezení. Na své domácí zápasy ji využívá florbalový klub 1. SC Vítkovice. Je využívaná převážně na florbal.
Hala byla otevřena v roce 2006, slouží jak pro sportovní kluby, tak pro rekreační sportovce. Provozovatelem haly je od roku 2019 florbalový klub 1. SC Vítkovice. U haly je i parkoviště umožňující pohodlně zaparkovat.

## Vybavení haly
Hala je kromě tribuny vybavená také šesti šatnami, bufetem, mantinely na florbal, v hale jsou k zapůjčení i sportovní branky a stoly na stolní tenis. Hala splňuje parametry Českého florbalu kategorie I.